# Lijst van nummer 1-hits in de Parool Top 20
De Parool Top 20 was een hitlijst die tussen 1965 en 1969 werd samengesteld en gepubliceerd door Het Parool. Eigenlijk heette de lijst PS Popparade. Tussen 5 februari 1966 en 30 september 1967 werd de top 10 van de lijst uitgezonden in het VARA-programma Tijd voor Teenagers, als opvolger van de Tijd voor Teenagers Top 10. Na 30 september 1967 bleef de top 20 bestaan tot 2 augustus 1969, waarna de krant ervoor koos om de bovenste twintig van de in mei 1969 gestarte Hilversum 3 Top 30 af te drukken.
Hieronder volgt een lijst van nummer 1-hits in de Parool Top 20.

## 1965
- 30 okt: Yesterday - The Beatles (8 wk)
- 25 dec: We can work it out/Day tripper - The Beatles (7 weken)

## 1966
- 12 feb: Michelle - The Beatles (5 weken)
- 19 mrt: These boots are made for walkin' - Nancy Sinatra (5 weken)
- 23 apr: Dedicated follower of fashion - The Kinks (3 weken)
- 14 mei: Sloop John B. - Beach Boys (3 weken)
- 4 jun: Paint it, black - Rolling Stones (4 weken)
- 2 jul: Paperback writer - The Beatles (2 weken)
- 16 jul: Sunny afternoon - The Kinks (4 weken)
- 13 aug: Dans je de hele nacht met mij? - Karin Kent (1 week)
- 20 aug: With a girl like you - The Troggs (1 week)
- 27 aug: Yellow submarine/Eleanor Rigby - The Beatles (6 weken)
- 8 okt: Little man - Sonny & Cher (6 weken)
- 19 nov: No milk today - Herman's Hermits (6 weken)
- 31 dec: Friday on my mind - The Easybeats (2 weken)

## 1967
- 14 jan:  I'm a believer - The Monkees (4 weken)
- 18 feb: Let's spend the night together - Rolling Stones (2 weken)
- 4 mrt: Penny Lane/Strawberry Fields forever - The Beatles (5 weken)
- 8 apr: This is my song - Petula Clark (3 weken)
- 29 apr: Something stupid - Frank Sinatra & Nancy Sinatra (1 week)
- 6 mei: Puppet on a string - Sandie Shaw (1 week)
- 13 mei: Ha ha said the clown - Manfred Mann (3 weken)
- 10 jun: Waterloo sunset - The Kinks (1 week)
- 17 jun: A whiter shade of pale - Procol Harum (5 weken)
- 22 jul: All you need is love - The Beatles (4 weken)
- 19 aug: San Francisco (Be sure to wear some flowers in your hair) - Scott McKenzie (3 weken)
- 9 sep: We love you - Rolling Stones (4 weken)
- 7 okt: Excerpt from a teenage opera - Keith West (2 weken)
- 21 okt: Massachusetts - Bee Gees (3 weken)
- 11 nov: Homburg - Procol Harum (3 weken)
- 2 dec: Hello goodbye - The Beatles (4 weken)
- 30 dec: World - Bee Gees (5 weken)

## 1968
- 3 feb: Nights in white satin - Moody Blues (2 weken)
- 17 feb: Mien waar is mijn feestneus - Toon Hermans (2 weken)
- 2 mrt: Words - Bee Gees (3 weken)
- 23 mrt: Lady Madonna - The Beatles (1 week)
- 30 mrt: Cinderella Rockefella - Esther & Abi Ofarim (4 weken)
- 27 apr: Delilah - Tom Jones (1 week)
- 4 mei: Congratulations - Cliff Richard (2 weken)
- 18 mei: Jumbo - Bee Gees (1 week)
- 25 mei: Lazy Sunday - Small Faces (4 weken)
- 22 jun: Jumpin' Jack flash - Rolling Stones (3 weken)
- 13 jul: Ich bau' dir ein Schloss - Heintje (7 weken)
- 31 aug: Dong-dong-di-gi-di-ki-dong - Golden Earrings (2 weken)
- 14 sep: Hey Jude - The Beatles (5 weken)
- 19 okt: Those were the days - Mary Hopkin (2 weken)
- 2 nov: Hey Jude - The Beatles (1 week)
- 9 nov: Heidschi bumbeidschi - Heintje (1 week)
- 16 nov: With a little help from my friends - Joe Cocker (2 weken)
- 30 nov: Lea - The Cats (1 week)
- 7 dec: Eloise - Barry Ryan (4 weken)

## 1969
- 4 jan: Hair - Zen (3 weken)
- 25 jan: Ain't got no-I got life - Nina Simone (6 weken)
- 8 mrt: Atlantis - Donovan (2 weken)
- 22 mrt: First of May - Bee Gees (1 week)
- 29 mrt: Why - The Cats (4 weken)
- 26 mrt: Goodbye - Mary Hopkin (2 weken)
- 10 mei: Get back - The Beatles (3 weken)
- 31 mei: The Israelites - Desmond Dekker & the Aces (1 week)
- 7 jun: Oh happy day - Edwin Hawkins Singers (2 weken)
- 21 jun: The ballad of John and Yoko - The Beatles (5 weken)
- 26 jul: Give peace a chance - Plastic Ono Band (2 weken)

Lijsten van nummer 1-hits in de Nederlandse Top 40

1965 ·
1966 ·
1967 ·
1968 ·
1969 ·
1970 ·
1971 ·
1972 ·
1973 ·
1974 ·
1975 ·
1976 ·
1977 ·
1978 ·
1979 ·
1980 ·
1981 ·
1982 ·
1983 ·
1984 ·
1985 ·
1986 ·
1987 ·
1988 ·
1989 ·
1990 ·
1991 ·
1992 ·
1993 ·
1994 ·
1995 ·
1996 ·
1997 ·
1998 ·
1999 ·
2000 ·
2001 ·
2002 ·
2003 ·
2004 ·
2005 ·
2006 ·
2007 ·
2008 ·
2009 ·
2010 ·
2011 ·
2012 ·
2013 ·
2014 ·
2015 ·
2016 ·
2017 ·
2018 ·
2019 ·
2020 ·
2021 ·
2022 ·
2023 ·
2024 ·
2025

Lijsten van nummer 1-hits in de Nederlandse Single Top 100

1969 ·
1970 ·
1971 ·
1972 ·
1973 ·
1974 ·
1975 ·
1976 ·
1977 ·
1978 ·
1979 ·
1980 ·
1981 ·
1982 ·
1983 ·
1984 ·
1985 ·
1986 ·
1987 ·
1988 ·
1989 ·
1990 ·
1991 ·
1992 ·
1993 ·
1994 ·
1995 ·
1996 ·
1997 ·
1998 ·
1999 ·
2000 ·
2001 ·
2002 ·
2003 ·
2004 ·
2005 ·
2006 ·
2007 ·
2008 ·
2009 ·
2010 ·
2011 ·
2012 ·
2013 ·
2014 ·
2015 ·
2016 ·
2017 ·
2018 ·
2019 ·
2020 ·
2021 ·
2022 ·
2023 ·
2024 ·
2025

Lijsten van nummer 1-hits in de 538 Top 50

2019 ·
2020 ·
2021 ·
2022 ·
2023 ·
2024 ·
2025